# Ben Pollack
Ben Pollack (Chicago, 22 juni 1903 - Palm Springs, 7 juni 1971) was een Amerikaanse jazzdrummer en orkestleider.

## Biografie
Ben Pollack begon zijn muzikale carrière begin jaren 1920 en werd bekend als lid van de New Orleans Rhythm Kings, waarbij hij drie jaar bleef en waarmee hij in 1922 ook zijn eerste plaat opnam. In 1924 verhuisde hij naar de westkust, waar hij begin 1925 zijn eerste band formeerde, waarmee hij optrad in de Venice Ballroom. In 1926 volgde de formatie van een groter orkest onder zijn naam, dat vervolgens speelde in Chicago in het Southmore Hotel en daarna een jaar lang in het New Yorkse Park Central. Deze eerste grote blanke band had tijdens de volgende jaren veel succes en bezorgde veel later zeer bekende solisten en orkestleiders, waaronder Glenn Miller, Benny Goodman, Harry James, Yank Lawson, Charlie Spivak en Jack Teagarden eigen carrières.
De eerste van elf hitsuccessen was Sweet Sue, Just You in juli 1928. Tijdens de jaren 1930 en 1940 kwamen er echter vaker personele mutaties en zelfs volledige ontbindingen van zijn orkest, omdat Pollack met de solisten in conflict raakte. Een tournee aan de westkust in 1935 eindigde daarmee, dat de muzikanten zonder Pollack terugkeerden en uiteindelijk de basis van de daarna geformeerde band van Bob Crosby vormden. Tijdens de laatste opnamesessie met Harry James in september 1936 ontstond ook Pollacks laatste hitsucces Thru' the Courtesy of Love. Benny Goodman ontdekte James door deze opnamen en contracteerde hem.
In 1942 werkte Pollack samen met Chico Marx vervolgens als co-leader van het Chico Marx Orchestra, daarna als manager. Deze band, waarin ook de jonge Mel Tormé als drummer werkzaam was, werd in juli 1943 ontbonden.
Daarna richtte Pollack een talentenbureau en het platenlabel Jewel Records op, echter met weinig succes. In 1956 werkte hij mee in de film The Benny Goodman Story. Tijdens de jaren 1950 en 1960 vervaagde zijn roem. Hij werkte in het restaurantbedrijf in Hollywood en later in Palm Springs. Hij trad nu en dan op met meestal dixielandbands zoals Pollack's Pick-a-Rib Boys. In 1968 nam hij met de Southern California Jazz Club All Stars deel aan het Monterey Jazz Festival.

## Overlijden
Steeds meer geplaagd door financiële problemen, pleegde Ben Pollack in 1971 zelfmoord. Hij werd 67 jaar.

## Discografie

### Singles
- 1928: Sweet Sue, Just You
- 1929: Yellow Dog Blues
- 1933: Got the Jitters
- 1933: My Little Grass Shack (In Kealakehua, Hawaii)
- 1934: The Beat of My Heart
- 1934: Freckle Face, You're Beautiful
- 1933: Sleepy Head
- 1934: I've Got a Warm Spot in My Heart for You
- 1936: Thru' the Courtesy of Love